# Chione purpurissata
Chione purpurissata är en musselart som beskrevs av Dall 1902. Chione purpurissata ingår i släktet Chione och familjen venusmusslor. Inga underarter finns listade i Catalogue of Life.